# Cynopterini
Cynopterini – plemię ssaków z podrodziny Cynopterinae w obrębie rodziny rudawkowatych (Pteropodidae).

## Rozmieszczenie geograficzne
Plemię obejmuje gatunki występujące w południowej i południowo-wschodniej Azji.

## Podział systematyczny
Do plemienia należą następujące rodzaje:
- Megaerops W.C.H. Peters, 1865 – bezogoniec
- Cynopterus F. Cuvier, 1824 – krótkonosek
- Ptenochirus W.C.H. Peters, 1861 – piżmolot